# Udamopyga weyrauchi
Udamopyga weyrauchi är en tvåvingeart som beskrevs av Guilherme A.M.Lopes 1969. Udamopyga weyrauchi ingår i släktet Udamopyga och familjen köttflugor.
Artens utbredningsområde är Peru. Inga underarter finns listade i Catalogue of Life.